# Saubär

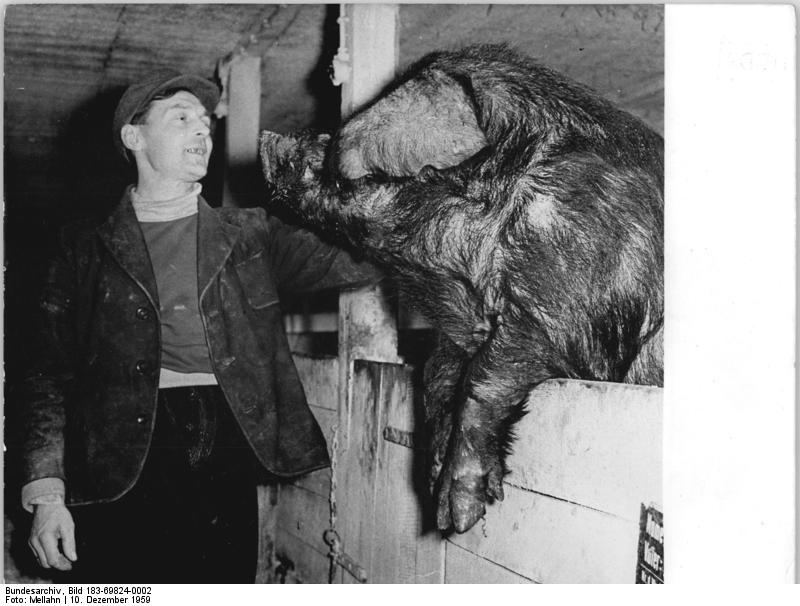
Bauer mit Eber

Saubär, Bär oder Bän ist ein Begriff im Oberdeutschen Sprachraum insbesondere im Schwäbischen, Bairischen und Österreichischen und bezeichnet das unkastrierte, für die Zucht bestimmte, männliche Hausschwein (Eber), während die meisten männlichen Ferkel für die Mast bestimmt sind und daher bereits in den ersten Lebenstagen kastriert werden. In früheren Zeiten genoss der Saubär rechtlichen Sonderstatus: Da die gesamte Dorfgemeinschaft auf einen Zuchteber angewiesen war, musste sie es auch dulden, wenn er (so er einmal ausriss) Schäden z. B. an Gärten anrichtete.
Das Wort wurde schon in der Oeconomischen Encyclopädie (1773–1858) von  Johann Georg Krünitz beschrieben. Es steht in etymologischer Nähe zu englisch boar [bɔːɹ], deutsch ‚Wildschwein, Eber‘ wie auch dem deutschen Wort Borg ‚geschnittener Eber‘.
Der Begriff wird auch im übertragenen Sinn für männliche Personen als Schimpfwort verwendet. Das Schimpfwort wird zumeist als gemäßigt heftig angesehen und angewendet. Als Steigerungsformen gelten hier Drecksau und Wildsau.